# Eros (filosofia)
Eros (dal greco antico: ἔρως), tradotto genericamente con amore, non ha quelle connotazioni intimistiche attribuite al termine italiano. Il concetto antico di eros (tradotto in latino con Cupido, Amor) è spesso associato all'attrazione sessuale ma anche, inteso come forza che tiene uniti elementi diversi e talora contrastanti senza arrivare ad annullarli, all'amicizia e, con la finalità di unire in un unico corpo sociale una moltitudine di cittadini, alla politica.
Nel suo specifico significato filosofico Eros è stato primariamente inteso come la forza vitale che muove il pensiero e la filosofia stessa, fungendo da tramite fra la dimensione terrena e quella sovrasensibile.

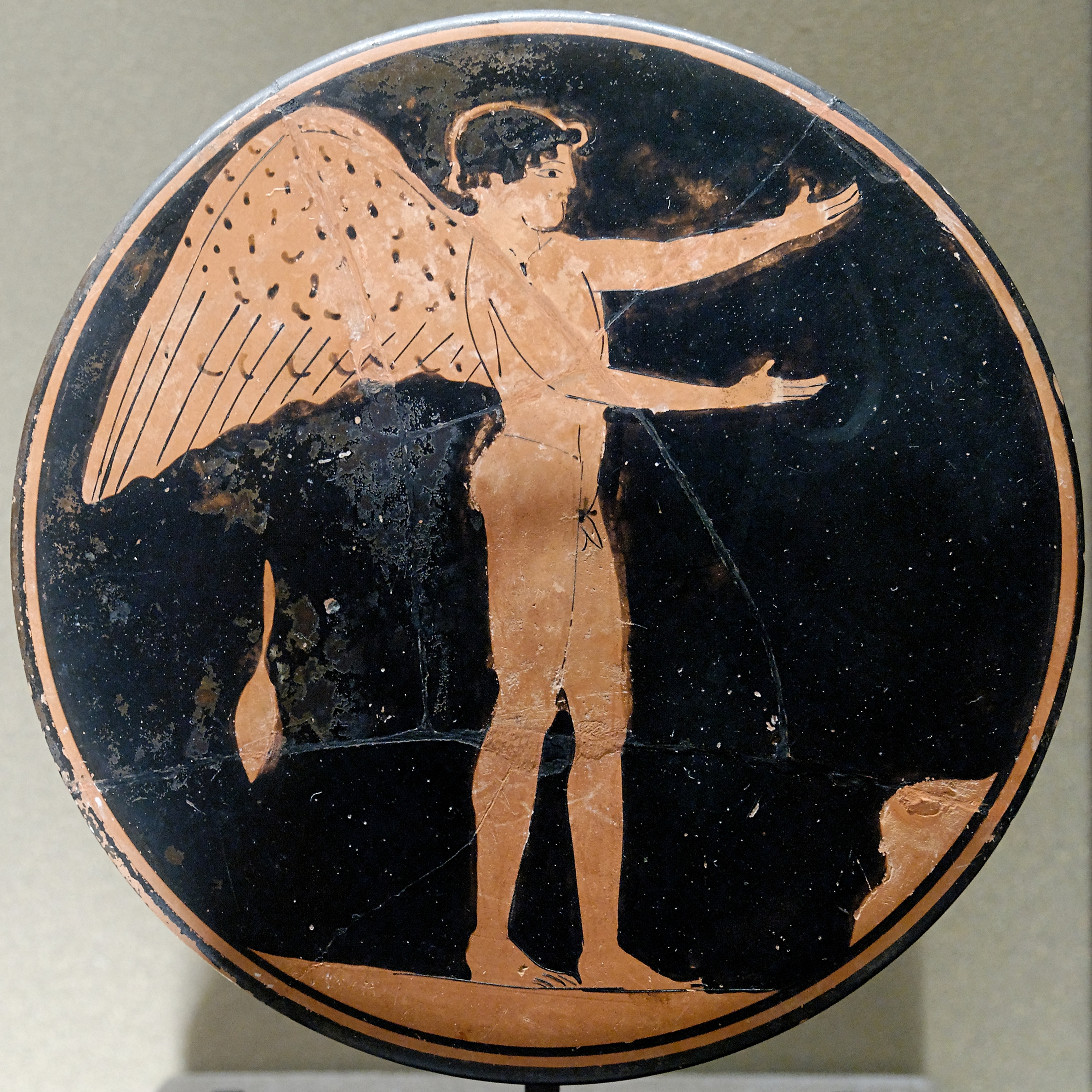
Rappresentazione (circa 470–450 a.C.) di Eros

## Eros nella filosofia greca antica

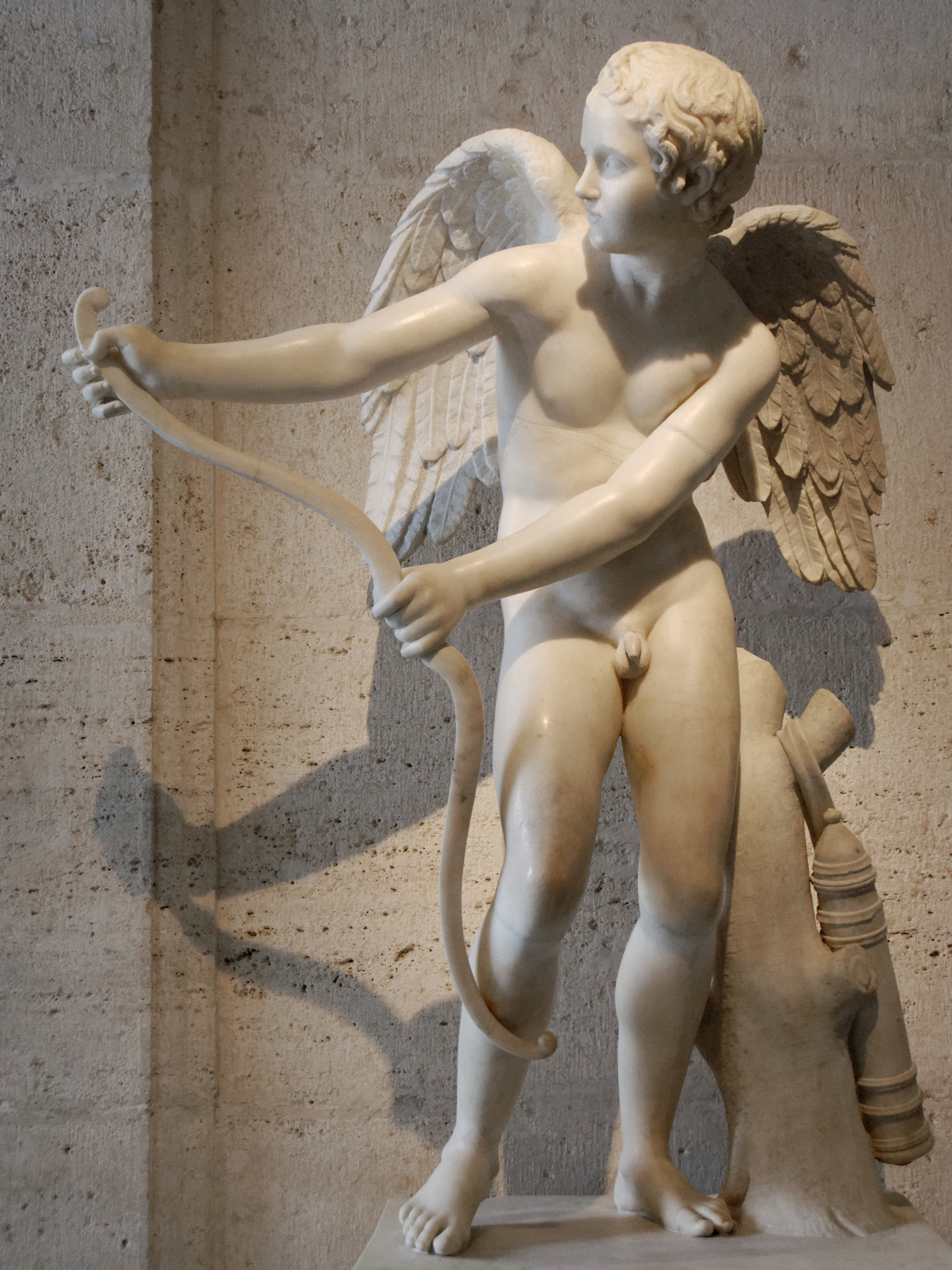
Eros che incorda l'arco - Copia romana in marmo dall'originale di Lisippo conservata nei Musei Capitolini di Roma

Nella cultura greca antica Eros compare nei testi orfici e nella Teogonia di Esiodo come un'entità primigenia vivificatrice dell'universo.
Il dio viene rappresentato da una pietra o da simboli fallici nei principali templi a lui dedicati, come quello in Atene e nella Beozia. Successivamente nasce l'iconografia di Eros come un fanciullo alato che impugna una torcia e che con arco e frecce trafigge gli innamorati. A questa raffigurazione corrisponde la diversa genesi del dio, non più principio originario ma figlio di Ermes (o Ares) e Afrodite.

### Empedocle
Per Empedocle l'aggregazione e la disgregazione delle radici primigenie, fuoco (Ade), aria (Zeus), terra (Era), acqua (Nesti) sono determinate dalle due forze cosmiche e divine Amicizia o Eros e Odio o Discordia (νεῖκος - neixos), secondo un processo ciclico eterno.
In una prima fase, tutti gli elementi e le due forze cosmiche sono riunite in un Tutto omogeneo, nello Sfero, il regno dove predomina l'Eros. Ad un certo punto, sotto l'azione della Discordia, inizia una progressiva separazione delle radici. L'azione della Discordia non è ancora distruttiva, dal momento che le si oppone la forza dell'Eros, ma realizza un equilibrio variabile che determina la nascita e la morte delle cose, e con esse quindi il nostro mondo.
Quando poi la Discordia prende il sopravvento sull'Eros, e ne annulla l'influenza, si giunge al Caos, dove è la dissoluzione di tutta la materia. Da questo momento il ciclo riprende grazie ad un nuovo intervento dell'Eros che riporta il mondo alla condizione intermedia in cui le due forze cosmiche si trovano in nuovo equilibrio che dà nuovamente vita al mondo. Infine, quando l'Eros si impone ancora totalmente sulla Discordia si ritorna alla condizione iniziale dello Sfero. Da qui il ciclo si riavvia verso la disgregazione.

### Platone
Nel dialogo Liside Platone tratta l'argomento dell'eros inteso come quello che intercorre tra due amici: chi è l'amico, colui che ama o colui che riceve amore? Platone propende per il secondo caso ma non ignora le difficoltà connesse al problema.
L'eros, inteso come amicizia, sfugge infatti sia al principio Empedocle per il quale il simile ama il simile sia a quello eracliteo per cui il contrario è amico del contrario. L'eros allora esprime una situazione intermedia che trova spiegazione nel dialogo del Simposio. Eros è descritto, per bocca di Diotima di Mantinea, non come un dio ma come un dèmone, un essere che si pone a metà strada fra ciò che è Divino e ciò che è umano, con la funzione di intermediare tra queste due dimensioni: un essere, sempre inquieto e scontento, identificato con la filosofia, intesa letteralmente come "amore del sapere".
La peculiarità di eros è infatti essenzialmente la sua ambiguità, ovvero l'impossibilità di approdare a un sapere certo e definitivo, e tuttavia l'incapacità di rassegnarsi all'ignoranza.
Secondo Platone infatti Eros è figlio di Pòros (Abbondanza, ricchezza, risorsa) e Penìa (Povertà): la filosofia intesa come eros è dunque essenzialmente amore ascensivo, che aspira alla verità assoluta e disinteressata (ecco la sua abbondanza); ma al contempo è costretta a vagare nelle tenebre di una sempre mai risolta ignoranza (la sua povertà).
 Concetti questi già presenti nel socratico «sapere di non sapere», come pure in altri miti di Platone, ad esempio in quello della caverna dove gli uomini sono condannati a vedere solamente le ombre del vero.
Il dualismo e la contrapposizione tra verità e ignoranza era quindi così vissuta da Platone, ma anche già dal suo maestro Socrate, come una profonda lacerazione, fonte di continua irrequietezza e insoddisfazione.
Per Platone il concetto di eros è connesso all'antico aristocratico ideale pedagogico della kalokagathìa (dal greco kalòs kài agathòs), ossia «bellezza e bontà». Tutto ciò che è bello (kalòs) è anche vero e buono (agathòs), e viceversa. Dalla bellezza di un corpo si risale a quella di tutti i corpi e da qui alla bellezza delle anime e al Bello in sé, al vero bene assoluto. La bellezza delle idee che attira l'eros intellettuale del filosofo perciò è anche il bene dell'uomo.
Come sostengono Léon Robin ed altri autori, Eros in Platone richiama la morte assegnando «ad Ade gli stessi effetti che attribuisce all'Amore » e parlandone «quasi negli stessi termini».
La bellezza dei corpi infatti fa sì che Eros faccia desiderare agli uomini di vincere la morte attraverso la generazione o la purificazione dalle cose terrene. Platone infatti ritiene che Eros, che nel tiaso religioso è associato a Dioniso, possa preparare all'esercizio della liberazione dalla morte intesa come affrancamento dai lacci terreni come insegnavano i mystai, gli iniziati ai misteri che ammonivano come i falsi praticanti fossero numerosi (i portatori della ferula) mentre i Bacchi, quelli veramente posseduti dal dio, fossero pochi (come i veri filosofi, aggiunge Platone):

### Aristotele
Aristotele nel De anima e nelle due Etiche (Etica Nicomachea, Etica Eudemia) tratta il tema dell'eros nella sua accezione di amore sessuale e di amicizia (φιλία, philia) intesa in un senso ampio come il legame interpersonale che realizza la teleia philia, la perfetta amicizia: quel rapporto, cioè, nel quale uno ama l'altro per quello che è "in se stesso" o "per se stesso" cercando di operare per il suo bene.
La dimensione metafisica, esclusa da Aristotele nella trattazione dell'eros come philia, riappare nell'ordinamento finalistico dell'universo che al suo culmine ha il Primo motore che come oggetto d'amore, pur immobile nella sua compiutezza di atto puro, attira tutte le cose che aspirano a soddisfare il desiderio di raggiungere la sua perfezione.

### Neoplatonismo
Soprattutto presso i neoplatonici l'eros godrà di una particolare fortuna, in considerazione del fatto che la verità dell'essere, per costoro, non è un semplice concetto impersonale, ma vi partecipa il soggetto: questi è animato da una tensione bramosa che anela al Sapere, al punto che l'amore diventa una forma di conoscenza. Così per Plotino riprendendo l'unicità dell'Essere parmenideo, e superando la dualità dei due mondi platonici, l'eros è veramente strumento di vera sapienza e forza inconscia e involontaria che guida il filosofo verso la contemplazione estatica dell'Uno, il bene più alto.

## Eros nella filosofia medioevale

### Eros e agape

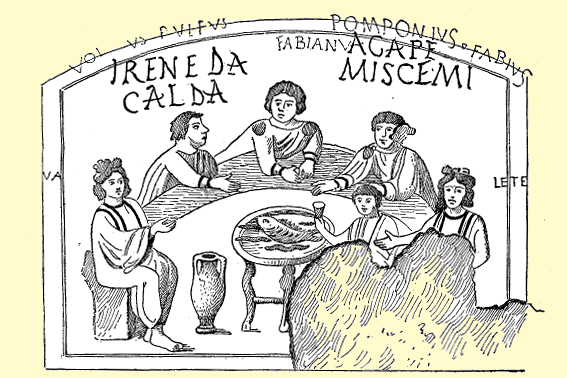
Agape nelle Catacombe dei Santi Marcellino e Pietro a Roma

Il neoplatonismo cristiano affiancò al termine filosofico di eros quello religioso di àgape: il primo indica un amore ascensivo e possessivo, proprio dell'essere umano verso l'Assoluto e verso l'astrattezza dell'unità; il secondo indica l'amore discensivo di chi dona, proprio di Dio, che muove verso il mondo e l'umanità in esso dispersa per ricongiungerla a sé.
Agostino d'Ippona segna il distacco dall'eros platonico, dove la presenza del dio era nella stessa interiorità dell'uomo, riprendendo la concezione dell'agape cristiana, che egli traduce con caritas e dilectio, nel suo valore positivo, con amor per significare sia il desiderio per il bene che quello orientato al male.
Dio stesso è la fonte dell'amore ed eros non è più un demone, ma lo Spirito, la divinità che conserva la mediazione antica iniziale ma riferita ora alla Trinità tra Dio Padre e il Figlio.
Dio soggetto e oggetto d'amore a cui deve tendere il cristiano sia nella sua ascesa verticale santificatrice, nella rinuncia ai beni terreni, nel desiderio di una morte santa come quella del Crocefisso, sia nell'amare "orizzontalmente" Dio attraverso le sue creature («amatevi vicendevolmente come io vi ho amati»).
L'amore conserverà inoltre il valore politico di eros nell'ambito adesso della comunità cristiana unita dall'amore fraterno e disinteressato: «l'agape è la pienezza della Legge.»
Scoto Eriugena e Duns Scoto conserveranno la concezione agostiniana d'ispirazione platonica mentre gli aristotelici medioevali si rifaranno all'interpretazione dell'eros come philia (amicizia) per avvicinarne il significato a quello della caritas cristiana.
In particolare Tommaso d'Aquino differenzia l'amore, quello terreno e sensuale, la concupiscenza, la passio, da cui si è colpiti involontariamente (amor concupiscientiae) da quello intellettuale, la caritas (amor benevolentiae) con cui l'uomo, per volontà e dono di Dio, esplica l'amor amicitiae, l'amore verso Dio, non per calcolo dei benefici che ne può ricevere, ma perché, uscendo da se stessi e confondendosi con Lui, consente all'uomo l'unione sostanziale con Dio.

## L'eros nella filosofia moderna

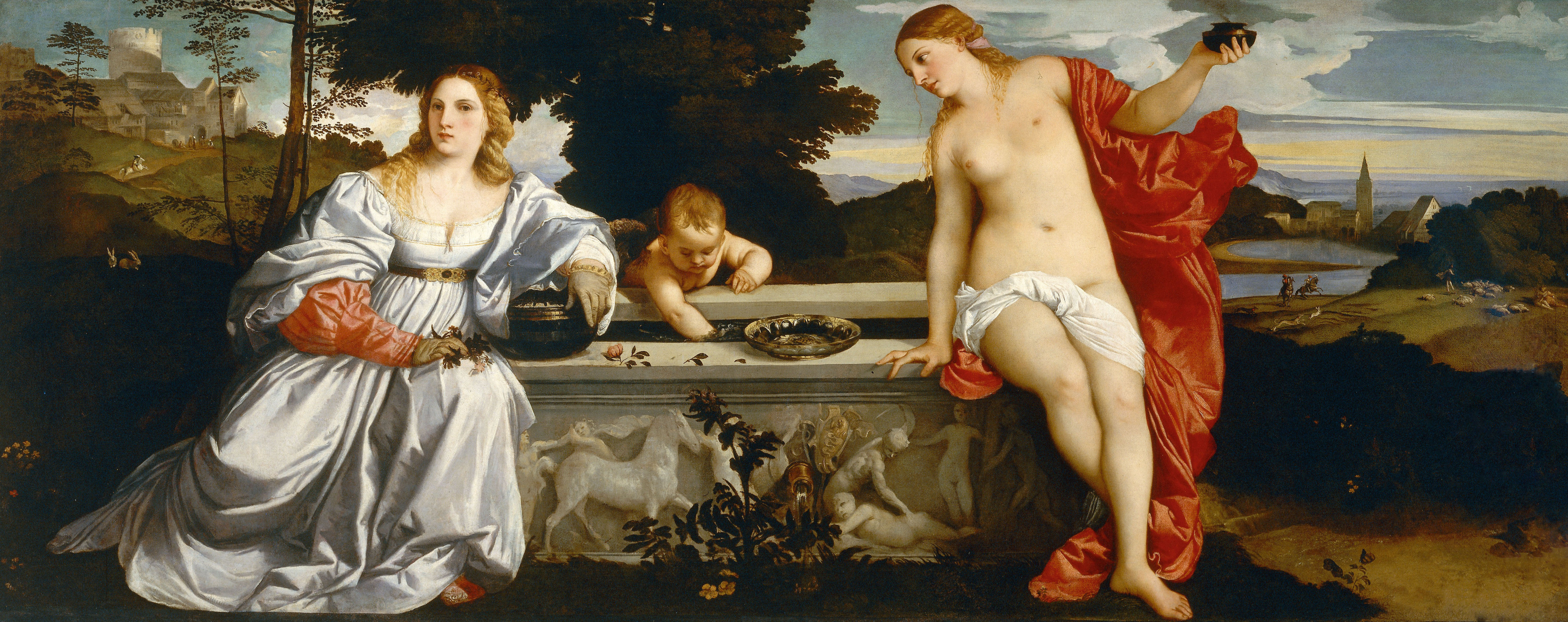
Tiziano, Amor Sacro e Amor Profano: eros come mediatore dei contrari

Nei filosofi rinascimentali eros e agape si fondono in un unico concetto. Il tema dell'eros acquista una centralità particolare soprattutto nella filosofia di Marsilio Ficino: l'amore viene da lui inteso come il dilatarsi stesso di Dio nell'universo: Dio "si riversa" nel mondo e produce negli uomini il desiderio di ritornare a Lui. Si tratta di un processo circolare che si riflette nell'uomo, il quale a sua volta è chiamato ad essere copula mundi, immagine dell'Uno dal quale proviene tutta la realtà e (come già in Cusano) che tiene legati in sé gli estremi opposti dell'universo.
Una concezione simile a quella ficiniana è nei Dialoghi d'Amore di Leone Ebreo pubblicati postumi a Roma nel 1535. I tre dialoghi (Dialogo I: D'Amore e desiderio; Dialogo II: De la comunità d'Amore; Dialogo III: De l'origine d'Amore) furono scritti forse prima in lingua ebraica e tradotti successivamente in lingua italiana. Protagonisti dei dialoghi, aventi il tema neoplatonico dell'amore, sono Filone, rappresentante della Passione amorosa, e Sofia, la Saggezza razionale. L'opera esercitò una grande influenza sulla cultura della seconda metà del XVI secolo.
Nella Metafisica di Tommaso Campanella, l'eros è una delle tre essenze primarie (primalità) che strutturano l'essere sul modello trinitario: potenza (Padre), sapienza (Spirito), amore (Figlio).
Afferma Campanella:
In Giordano Bruno, l'eros diventa "eroico furore", esaltazione dei sensi e della memoria, elevazione della ragione invasata dall'amore per la verità tale che l'intellettuale si "india", raggiunge Dio, l'Uno-Tutto-Infinito, contemplando la sua presenza in tutti gli esseri.
Per Cartesio l'amore è inteso naturalisticamente come una passione dell'anima che si caratterizza in relazione agli oggetti amati e all'intensità del sentimento provato: se si prova per l'oggetto d'amore un sentimento di grado inferiore all'amore per noi stessi, si tratta di affetto, se di grado uguale è amicizia, se superiore è devozione e, in questo caso, rientra tra gli oggetti amati Dio.
Leibniz rileverà la contraddizione in cui fa cadere l'amore per cui noi non si può volere che il nostro bene e nello stesso tempo desiderare il bene di un oggetto amato:
Per Spinoza bisogna distinguere due specie di amore: quello che, come tutte le emozioni, deriva da una mutazione dell'anima, e questo tipo di amore non può riguardare la perfezione divina che non ama nessuno, e quell'amore intellettuale di Dio che è la visione del Dio che s'identifica con la mirabile perfezione dell'universo ordinato. Dio non può che amare se stesso e «Dio, in quanto ama se stesso, ama gli uomini e per conseguenza che l'amore di Dio verso gli uomini e l'amore intellettuale della mente verso Dio, sono la medesima cosa.»
Per gli autori settecenteschi la costituzione dell'amore è di natura sensibile e tra questi Kant che distingue l'amore sensibile o "patologico", passionale, e l'amore "pratico", morale che è imposto dal comando cristiano.

## L'eros nella filosofia contemporanea
Il pensiero romantico riprende ed esalta la concezione spinoziana dell'unità di Dio e Natura, di infinito e finito, riferendola all'eros, coincidente con il sentimento e la poesia, come strumenti per cogliere l'Assoluto nelle creature contingenti:
Nelle sue opere giovanili Hegel considera l'amore al di là di ogni opposizione anche se ha in se stesso la mortalità dei corpi e la distinzione dei due amanti. Infatti l'amore supera la corporeità mortale con la generazione, principio d'immortalità.
La stessa essenza del cristianesimo si fonda sull'amore reciproco tra Dio e il suo fedele realizzando così la perfetta sintesi degli opposti, se non fosse però che la tendenza del cristianesimo a mondanizzarsi, facendosi religione positiva, lo riportà alla mortalità terrena: da qui la necessità di una nuova religione.
Nella Fenomenologia dello spirito l'amore viene sostituito dalla ragione dialettica con il desiderio di conoscere che sottintende ancora l'eros. Si vuole conoscere infatti l'"altro da sé" per poter pienamente realizzare il "proprio sé", cosicché si rientra in quella condizione di inappagamento che caratterizza così l'amore come desiderio di sapere.
Nelle opere successive Hegel ribadisce questa sua concezione dell'amore:
Nelle Lezioni sulla filosofia della religione Hegel riprende il tema pagano e cristiano dell'eros come unione di amore e morte: Dio nella realtà della Croce è l'amore-morte e l'amore come sintesi degli opposti vita-morte, finito-infinito, umano-divino.
Schopenhauer riprende l'antico concetto di eros mettendone in rilievo la caratteristica più comunemente nota quella cioè di amore sessuale di cui si serve irrazionalmente la volontà di vivere per perpetuarsi ed accrescersi. Diverso da questo è l'amore puro o agape che si manifesta nella compassione, intesa come il comune soffrire per il dolore universale, una via questa, parzialmente inutile, per tentare di sfuggire alla volontà di vivere.
Feuerbach riprende la concezione romantica dell'amore come unità di finito e infinito, incarnandola nello stesso uomo finito da dove l'amore sessuale si sublima moralmente fino ad includere tutta l'umanità come oggetto di vero amore.
La visione feuerbachiana di un amore che si allarghi dal singolo alla universalità viene criticata radicalmente da Max Scheler che ritiene invece che quanto più l'amore si restringa tanto più esso s'intensifichi e si realizzi. Scheler respinge altresì la visione romantica dell'amore come assoluta unità avanzando il concetto di simpatia, un atteggiamento che si basa sulla diversità essenziale degli individui:
Scheler non crede in un generico e astratto amore per l'umanità che in realtà è semplicemente l'espressione dell'amore come lo concepisce l'uomo medio di una certa epoca e di una determinata morale.
Per Sartre l'amore si risolve nella volontà di essere amato in modo che per l'altro amante l'amato rappresenti l'infinito e nello stesso tempo, senza essere ridotto ad oggetto d'amore, continui a mantenere la sua libera soggettività. Questa situazione rende impossibile uno scambio d'amore autentico anche in un rapporto di tipo masochistico dove è vero che l'amato si riduce ad oggetto ma lo fa con una libera decisione soggettiva.
Ogni rapporto amoroso è dunque destinato a fallire anche come semplice incontro sessuale dove avvenendo l'opposizione tra il voler possedere l'altro come oggetto e nello stesso tempo l'idealizzazione di questo possesso porta inevitabilmente al sadismo.
Permane dunque in Sartre la concezione romantica dell'amore come l'impossibile conseguimento dell'infinito nell'unione di due creature finite.
Il superamento dell'amore, romanticamente inteso, è invece in Bertrand Russell che ne dà una descrizione del tutto empirica mettendone in rilievo le sue conseguenze sociali, morali e politiche.
Una sintesi del concetto dell'amore nella storia della filosofia è in Nicola Abbagnano secondo il quale per alcuni autori come Platone, Aristotele, Tommaso, Cartesio, Leibniz, Scheler, Russell, l'amore, come unione e non come unità, realizza un rapporto reciproco, concreto, umano, finito che consolida e non nega le soggettività individuali tra cui avviene. Per altri invece come in Spinoza e negli autori romantici, in Hegel, Feuerbach, e Sartre l'amore è una pretesa fallimentare di esseri umani finiti e contingenti di conseguire l'unità assoluta o infinita.